# بورگنلاندکرایس (فورمر دیشتریکت)
بورگنلاندکرایس (به آلمانی: Burgenlandkreis) یک ناحیه در آلمان است که در زاکسن-آنهالت واقع شده‌است. بورگنلاندکرایس ۱۴۳٬۳۴۰ نفر جمعیت دارد.